# Massimino (Italia)
Massimino ( Mascimin in ligure, Massimin in piemontese) è un comune italiano sparso di 101 abitanti della provincia di Savona in Liguria. La sede comunale è ubicata nella borgata di San Vincenzo.
Tra i borghi più piccoli della regione è per numero di abitanti il comune meno popoloso della provincia e al quinto posto in Liguria, preceduto dai comuni genovesi di Rondanina, Fascia, Gorreto e dal comune imperiese di Armo.

## Geografia fisica
Il territorio di Massimino, situato sul versante destro dell'alta valle del Tanaro, ai confini con la provincia di Cuneo e quindi con il Piemonte, è l'unico comune ligure a trovarsi completamente in val Tanaro, dato che i comuni imperiesi di Triora, Mendatica, Cosio di Arroscia e Pornassio sono solo parzialmente compresi nella valle. Il collegamento con l'alta val Bormida è possibile attraverso il Colle dei Giovetti (912 m s.l.m.), ai confini amministrativi con Calizzano e Murialdo.

## Storia

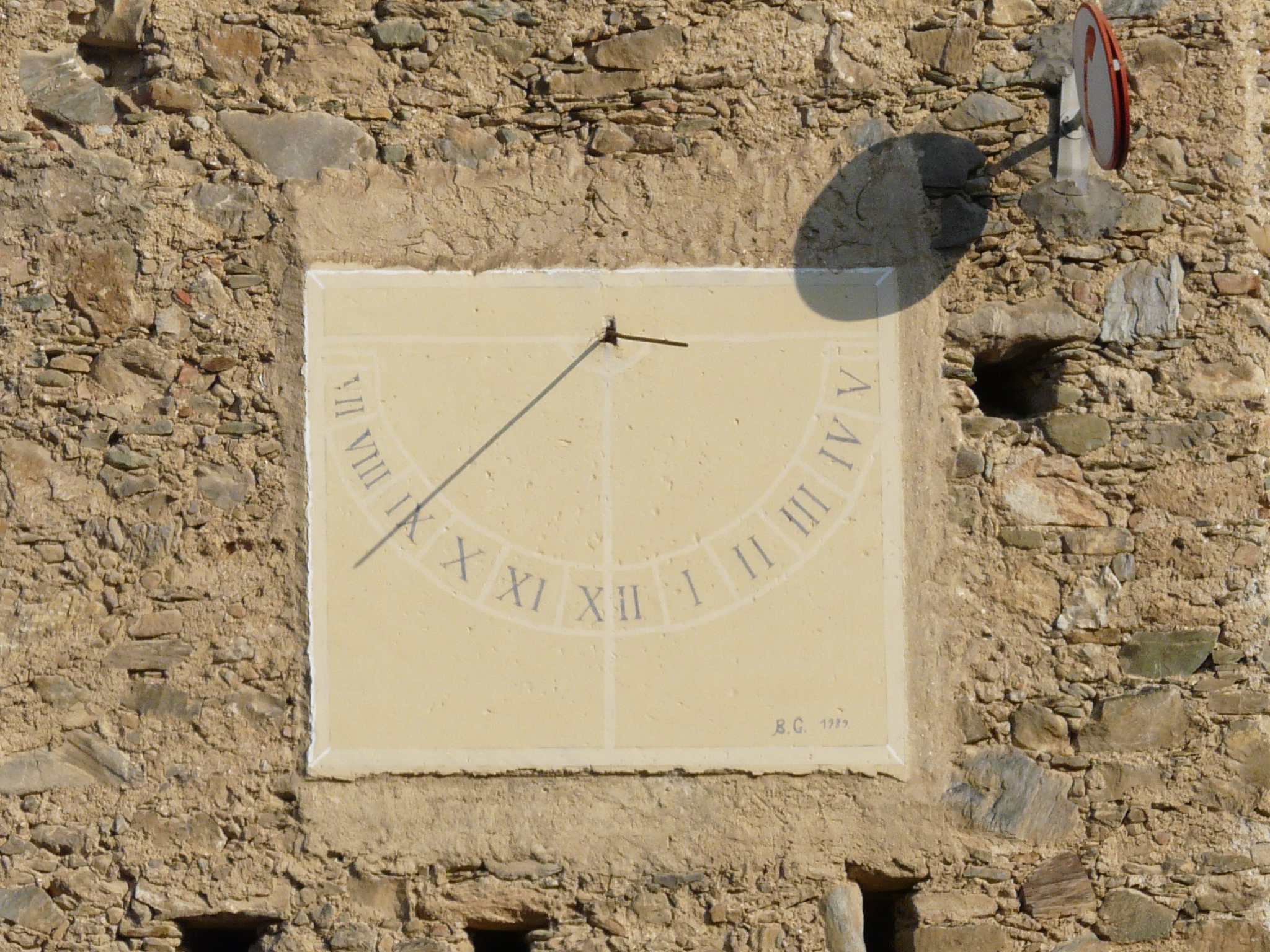
Una meridiana del centro storico

Un diploma imperiale del 967 di Ottone I di Sassonia conferma che, come molti borghi della zona, Massimino rientrava nei confini della Marca Aleramica. Nell'XI secolo passò sotto il dominio di Bonifacio del Vasto e, alla morte di questi, al figlio Anselmo, primo marchese di Ceva.
Già proprietà feudale della famiglia Del Carretto del ramo di Millesimo dal XIII secolo, e successivamente dei Del Carretto del ramo di Finale, saranno proprio questi ultimi a donare alcune terre, tra cui anche il feudo di Massimino, al marchese Teodoro II Paleologo del Marchesato del Monferrato dal 1393, ottenendone, molto probabilmente, l'ufficiale investitura.
Sempre sotto la dominazione del marchesato monferrino, dal 1417 per volere del marchese Manuele Del Carretto, signore di Finale, il territorio compreso tra Massimino, Bormida, Calizzano, Osiglia e Pallare passò al marchese Marco Del Carretto; quest'ultimo fu il capostipite della famiglia carrettesca del ramo di Calizzano e alleato della famiglia genovese dei Fregoso.
Nel 1598 rientrò tra i domini spagnoli del Marchesato di Finale finché fu acquistato, nel 1713, dalla Repubblica di Genova per la sua posizione strategica di controllo di confine da e per il Basso Piemonte. Nel periodo genovese il borgo fu inserito nella podesteria di Calizzano.
Con la dominazione francese la municipalità di Massimino rientrò dal 2 dicembre 1797 nel Dipartimento del Letimbro, con capoluogo Savona, all'interno della Repubblica Ligure. Dal 28 aprile del 1798 con i nuovi ordinamenti francesi, fece parte del X Cantone, capoluogo Calizzano, della Giurisdizione delle Arene Candide e dal 1803 centro principale del V Cantone delle Arene Candide nella Giurisdizione di Colombo. Annesso al Primo Impero francese, dal 13 giugno 1805 al 1814 venne inserito nel Dipartimento di Montenotte (cantone di Ceva).
Nel 1815 Massimino fu inglobato nel Regno di Sardegna, così come stabilì il Congresso di Vienna del 1814, sotto la guida della provincia di Mondovì dal 1816 e della provincia di Albenga dal 1818. Dal 1859 al 1926 il territorio fu compreso nel II mandamento di Calizzano del circondario di Albenga facente parte della provincia di Genova; nel 1927 con la soppressione del circondario ingauno passò, per pochi mesi, nel circondario di Savona e, infine, sotto la neo costituita provincia di Savona.
Dal 1973 al 30 aprile 2011 ha fatto parte della Comunità Montana Alta Val Bormida.

### Simboli
Stemma
Gonfalone

Lo stemma e il gonfalone sono stati concessi con decreto del presidente della Repubblica del 21 marzo 1997, trascritto nel Registro Araldico dell'Archivio Centrale dello Stato l'11 aprile 1997, registrato nei registri dell'Ufficio Araldico il 9 maggio 1997. Lo scudetto sopra il castello riprende il blasone dei marchesi Del Carretto che detenevano il potere sul comune, definito, anticamente, castrum (borgo ai piedi del castello cinto da mura). Le dodici stelle che circondano il castello richiamano il simbolo dell'Europa Unita.

## Monumenti e luoghi d'interesse

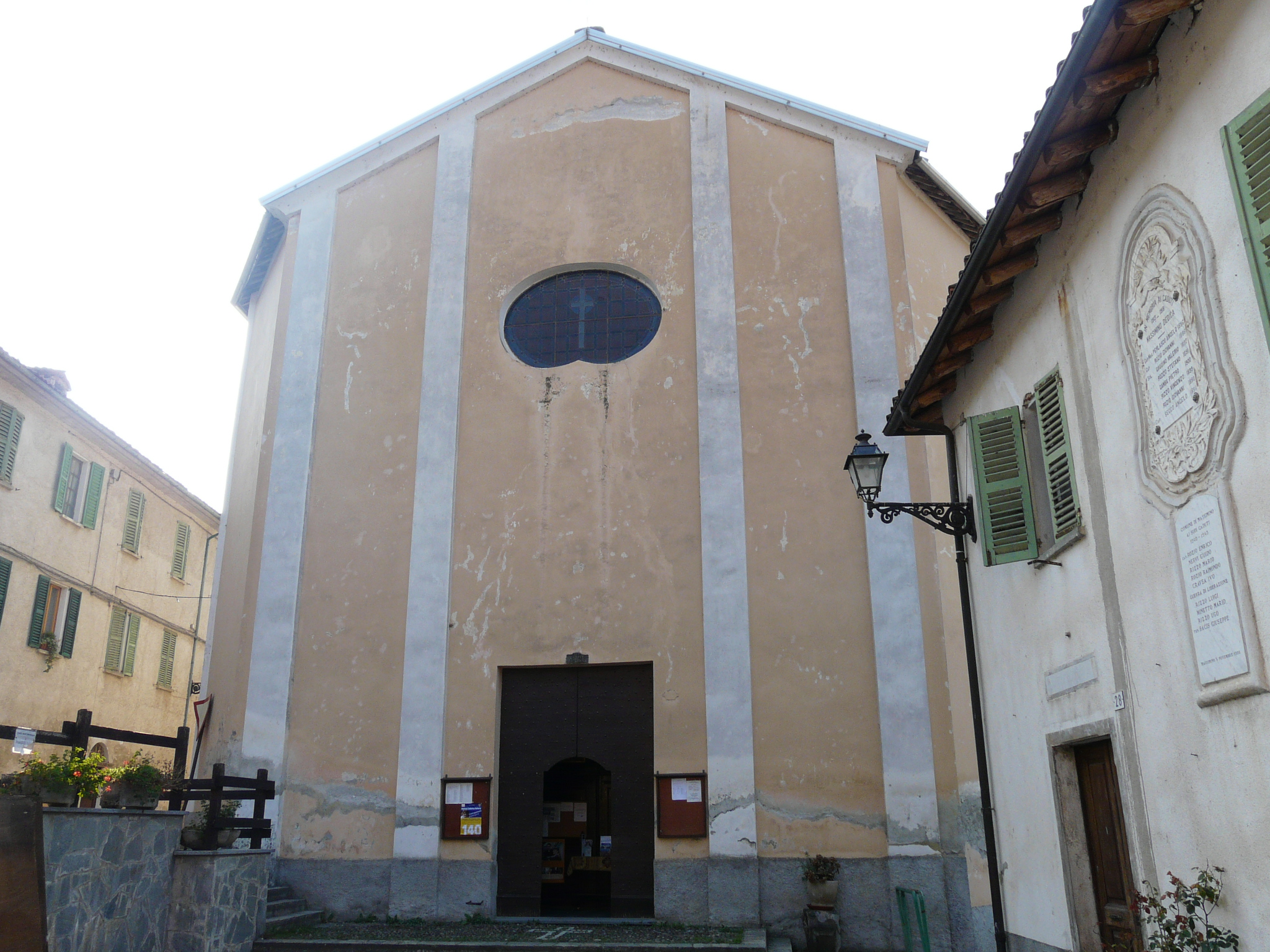
La chiesa parrocchiale di San Donato nella borgata di San Vincenzo

### Architetture religiose
- Chiesa parrocchiale di San Donato nella borgata di San Vincenzo, sede comunale. Secondo le fonti storiche fu fondata verso la fine del XVIII secolo; l'attuale struttura, in stile barocco, fu edificata tra il 1818 e il 1820.
- Oratorio di San Vincenzo Ferreri nella borgata di San Vincenzo, costruito nel 1797. Nelle vicinanze della parrocchiale di San Donato, è oratorio dei Disciplinanti e sede della Proloco; precedentemente fu anche utilizzato come scuola.
- Chiesa di San Giovanni Battista nella borgata di Costa. Considerata la più antica del territorio massiminese, presenta sui fianchi quattro lunette affrescate e tracce di affreschi sono ancora visibili nella facciata.
- Chiesetta di Sant'Antonio da Padova nella borgata di Muraglia, edificata nel 1744.
- Chiesetta di Sant'Antonio Abate nella borgata di San Pietro, restaurata nel 1773.
- Chiesa di San Giuseppe, edificata presso i ruderi di un preesistente castello, l'edificio è di origini antichissime, forse del XV secolo o antecedente, con una struttura in pietra a vista e tre finestrelle sopra il portale dell'aperta facciata. Già sede della Confraternita dei Disciplinanti, conserva tracce di affreschi datati al 1543.

### Architetture militari
Del vecchio borgo medievale e dell'antico castello rimangono ad oggi soltanto i ruderi. Tale mura costituivano i confini del Marchesato di Finale.
In località Langa, lungo il crinale del Bric dei Morti, sono ancora visibili le trincee scavate dalle truppe piemontesi durante gli scontri con l'armata francese napoleonica nel 1796.

### Aree naturali
In località Boscogrande si trovano due cavità naturali ellittiche, scavate sopra un masso affiorante lungo il sentiero, che gli abitanti del borgo chiamano "Zampe del diavolo" per l'antica tradizione popolare che attribuisce al demonio la formazione di tale fenomeno naturale.
Tra i territori comunali di Massimino, Calizzano e Murialdo è presente e preservato un sito di interesse comunitario, proposto dalla rete Natura 2000 della Liguria, per il suo particolare interesse naturale, faunistico e geologico. Il sito è collocato nell'area boschiva del Bric Zerbi e zone adiacenti in cui insistono faggete e castagneti. Oltre ad alcune specie di orchidee, sono segnalate in questa area la calta palustre (Caltha palustris) e l'aquilegia scura (Aquilegia atrata). Tra le specie animali il pesce sanguinerola (Phoxinus phoxinus) e i rapaci sparviere (Accipiter nisus) e falco pecchiaiolo (Pernis apivorus).

## Società

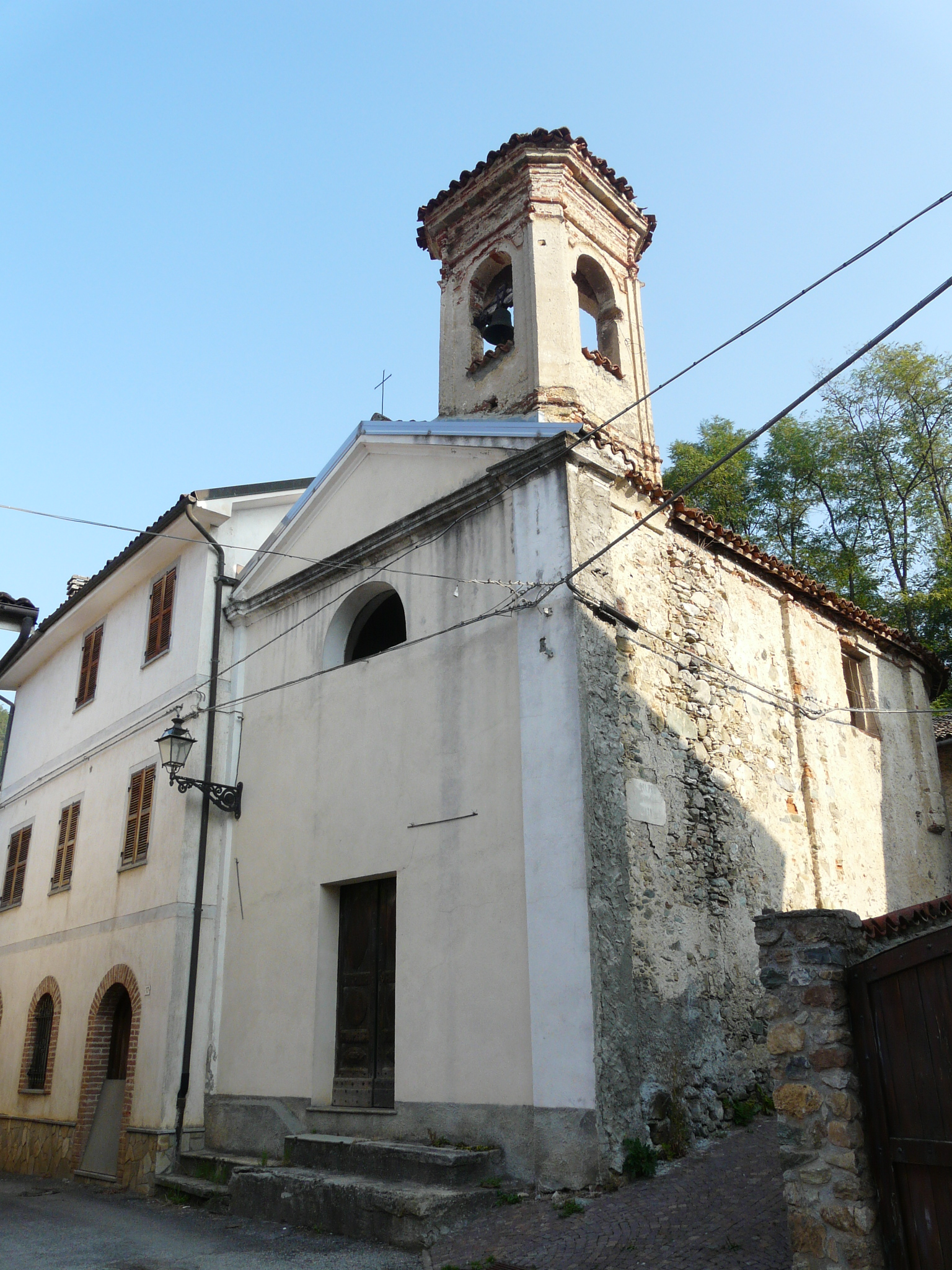
L'oratorio di San Vincenzo Ferreri

### Evoluzione demografica
Abitanti censiti

### Etnie e minoranze straniere
Secondo i dati Istat al 31 dicembre 2019, i cittadini stranieri residenti a Massimino sono 11.

## Geografia antropica

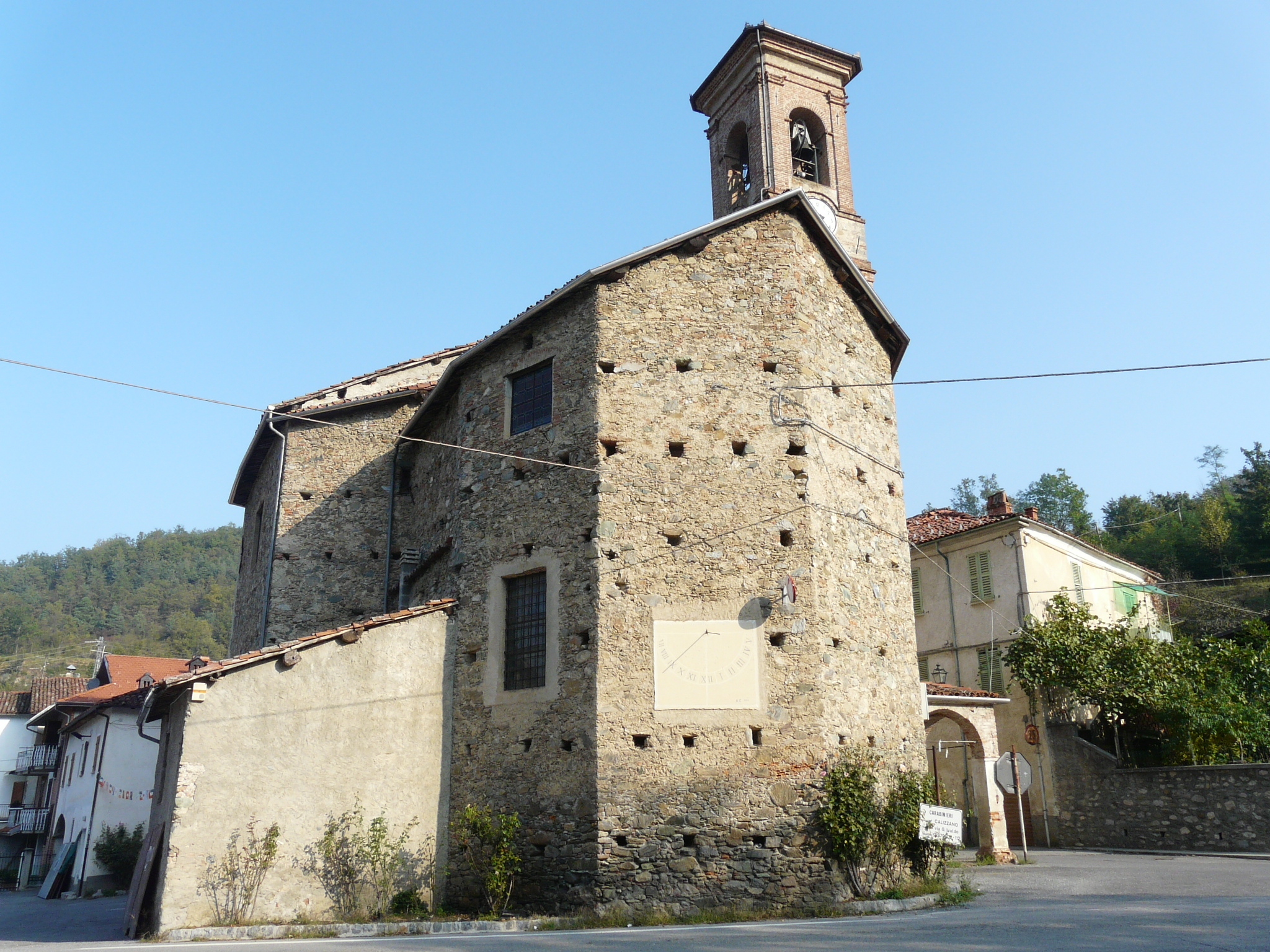
La parte absidale della parrocchiale di San Donato

L'ente comunale è costituito dalle borgate storicamente riconosciute dallo statuto comunale. 
- San Vincenzo (Massimino centro anche detto Lu-cian),
- San Pietro,
- Selvagni,
- Cerri,
- Costa,
- Villa,
- Muraglia.
- Per una superficie territoriale di 7,85 km2[10].

Confina a nord con i comuni di Bagnasco (CN) e Perlo (CN), a sud ed ovest con Bagnasco, ad est con Perlo, Murialdo e Calizzano.

## Economia
Anticamente i boschi di castagno e i suoi frutti costituivano la risorsa principale dei contadini del luogo. Oggi piccole industrie, specie nel settore del legno, contribuiscono al settore finanziario di Massimino.

## Infrastrutture e trasporti

### Strade
Il centro di Massimino è attraversato principalmente dalla strada provinciale 490 del Colle del Melogno che permette il collegamento stradale a sud con Calizzano e ad ovest con il comune piemontese di Bagnasco.

## Amministrazione

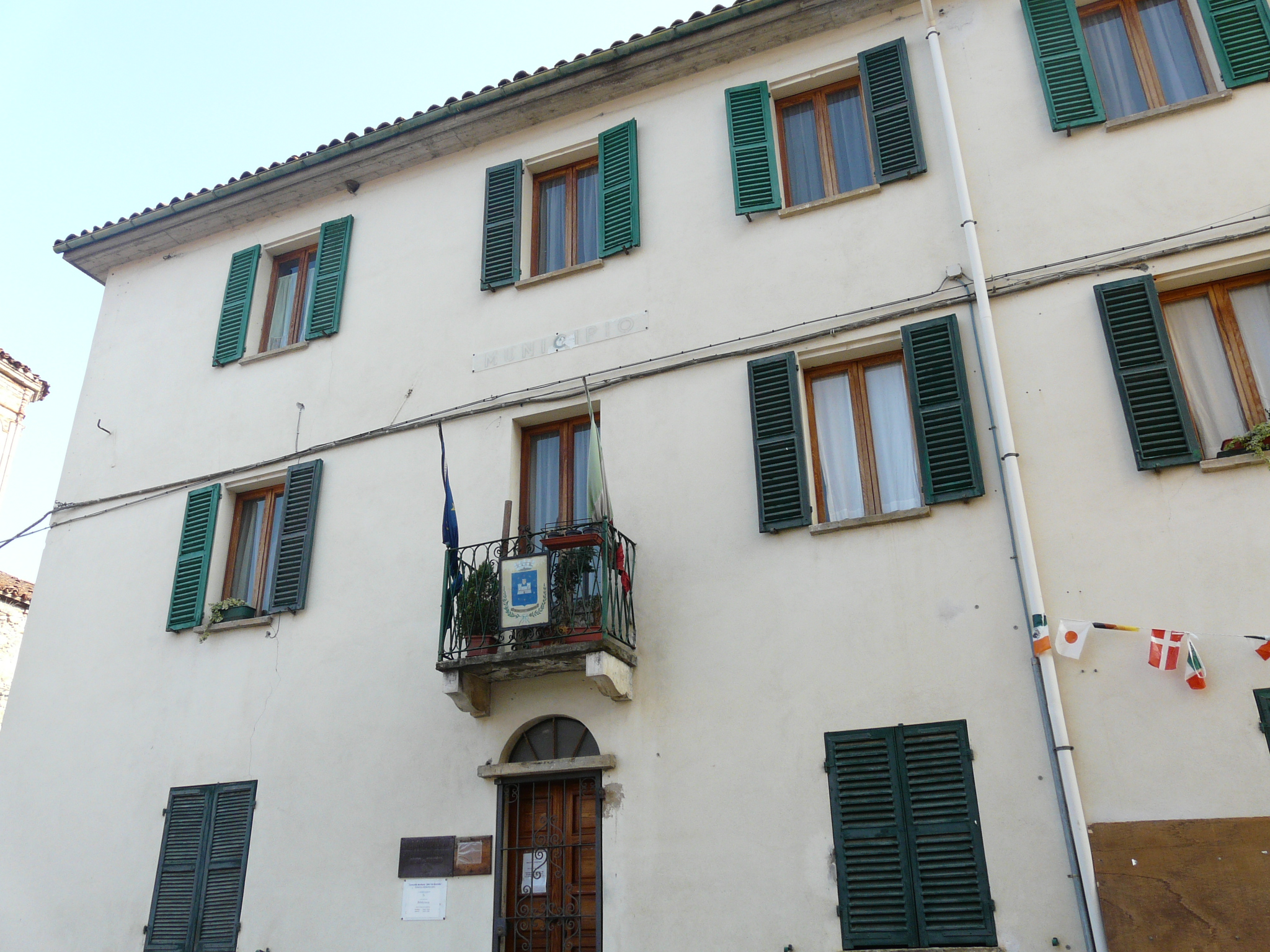
Il municipio

| Periodo        | Periodo        | Primo cittadino       | Partito                         | Carica  | Note |
| -------------- | -------------- | --------------------- | ------------------------------- | ------- | ---- |
| 8 luglio 1985  | 2 giugno 1990  | Pietro Rozzio Clerici | Democrazia Cristiana            | Sindaco |      |
| 2 giugno 1990  | 24 aprile 1995 | Pietro Rozzio Clerici | Democrazia Cristiana            | Sindaco |      |
| 24 aprile 1995 | 14 giugno 1999 | Valter Rozzio         | Patto Segni                     | Sindaco |      |
| 14 giugno 1999 | 14 giugno 2004 | Massimo Paoletta      | lista civica di centro-sinistra | Sindaco |      |
| 14 giugno 2004 | 8 giugno 2009  | Massimo Paoletta      | lista civica                    | Sindaco |      |
| 8 giugno 2009  | 26 maggio 2014 | Simone Clerici        | Pro Massimino (lista civica)    | Sindaco |      |
| 26 maggio 2014 | 27 maggio 2019 | Massimo Paoletta      | Pro Massimino (lista civica)    | Sindaco |      |
| 27 maggio 2019 | 10 giugno 2024 | Massimo Paoletta      | Pro Massimino (lista civica)    | Sindaco |      |
| 10 giugno 2024 | in carica      | Massimo Paoletta      | Pro Massimino (lista civica)    | Sindaco |      |